# Hans-Ulrich Stephan
Hans-Ulrich Stephan (* 22. Dezember 1931 in Ober-Langenau, Landkreis Hirschberg im Riesengebirge, Provinz Niederschlesien; † 6. Oktober 2009 in Bad Honnef) war ein deutscher evangelischer Theologe.

## Leben
Hans-Ulrich Stephan studierte ab 1951 Evangelische Theologie in Bonn, Tübingen und Basel. 1957 wurde er Vikar in Mülheim an der Ruhr, später in Essen-Rüttenscheid. Im Januar 1960 wurde er von Präses Heinrich Held ordiniert. Er war Studieninspektor am rheinischen Predigerseminar Essen und wurde 1962 Schulpfarrer am Gymnasium Siegesstraße in Wuppertal. Von 1972 bis 1981 war er Superintendent des Kirchenkreises Barmen.
1978 wurde er als nebenamtliches Mitglied in die Kirchenleitung der Evangelischen Kirche im Rheinland gewählt. 1981 wurde er hauptamtlicher Oberkirchenrat und 1989 Theologischer Dirigent (Stellvertreter des Präses). Hans-Ulrich Stephan war vor allem für diakonische Arbeitsbereiche zuständig.
Nach dem plötzlichen Tod von Präses Peter Beier amtierte Stephan 1996/97 bis zur Wahl und Einführung von Manfred Kock als Präses der Evangelischen Kirche im Rheinland. 1997 trat er in den Ruhestand.

## Werke
- Lasst doch die Kirchen zusammenwachsen: Diaserie mit Gebet; exemplarisches Problem: Kirchen und Christen im Spannungsfeld der Apartheidspolitik. Rheinische Mission, Wuppertal-Barmen, 1981, DNB 550702660.
- (Hrsg.): Das eine Wort für alle. Barmen 1934–1984. Eine Dokumentation. Neukirchener Verlag, Neukirchen-Vluyn, 1986, ISBN 3-7887-0784-4.